# Philip Sterling
Philip Sterling (* 9. Oktober 1922 in New York City; † 30. November 1998 in Woodland Hills, Kalifornien) war ein US-amerikanischer Schauspieler, Jazz-Pianist und der erste Präsident der Screen Actors Guild Foundation.

## Leben
Philip Sterling wurde als Sohn eines Anwalts aus Philadelphia geboren. Er studierte an der University of Pennsylvania und der Wharton School. Anschließend arbeitete er als Jazz-Pianist, bevor er 1955 sein Schauspieldebüt in Cole Porters Silk Stockings am Broadway hatte. Obwohl er sich daraufhin fast komplett auf die Schauspielerei konzentrierte, spielte er vereinzelt immer noch Musikstücke. So spielte er unter der Führung von Pierre Boulez gemeinsam mit den New Yorker Philharmonikern das Melodram Ein Überlebender aus Warschau ein. Außerdem trat er häufiger im Radio auf. Bekannt wurde Sterling allerdings insbesondere durch seine unzähligen Auftritte in Fernsehserien wie Jung und Leidenschaftlich – Wie das Leben so spielt, Chefarzt Dr. Westphall und Ein Strauß Töchter, und Fernsehfilmen wie Unternehmen Entebbe, Judy Garland – Lehrjahre eines Hollywood-Stars und Ein Team wie 'ne Million.
Philip Sterling starb Ende November 1998 im Alter von 76 Jahren an den Folgen seiner Osteomyelofibrose-Erkrankung. Er hinterließ seine Frau Rhona, mit der er seit dem 16. August 1969 verheiratet war, und die gemeinsame Tochter Mila.

## Filmografie (Auswahl)

### Filme
- 1968: Der Detektiv (The Detective)
- 1969: Ich, Natalie (Me, Natalie)
- 1971: Wo Gangster um die Ecke knallen (The Gang That Couldn't Shoot Straight)
- 1974: Einladung zum Sterben (Come Die with Me)
- 1974: Spieler ohne Skrupel (The Gambler)
- 1976: Der Pflichtverteidiger (Mallory: Circumstantial Evidence)
- 1976: Unternehmen Entebbe (Victory at Entebbe)
- 1977: Audrey Rose – das Mädchen aus dem Jenseits (Audrey Rose)
- 1978: Das Lazarus-Syndrom (The Lazarus Syndrome)
- 1978: Dr. Strange
- 1978: Judy Garland – Lehrjahre eines Hollywood-Stars (Rainbow)
- 1978: Liebe vor Gericht (A Question of Love)
- 1979: Wenn das Schicksal es will (Promises in the Dark)
- 1980: Das große Finale (The Competition)
- 1980: Moviola – Marilyn: Die Geburt einer Legende (This Year's Blonde)
- 1981: Menschenhandel (Born to Be Sold)
- 1981: Mord in Texas (Murder in Texas)
- 1982: Ein Team wie 'ne Million (Million Dollar Infield)
- 1982: Scheidungskriege (Divorce Wars: A Love Story)
- 1984: Unter Verdacht (Best Kept Secrets)
- 1985: Achtung, Dinosaurier! (Movers & Shakers)
- 1985: Tomboy – Junge, was für ein Mädchen (Tomboy)
- 1986: Des Teufels Spiegelbild (Killer in the Mirror)
- 1988: Der Todesengel (Fatal Judgement)
- 1988: Final Night – Die letzte Nacht (Backfire)
- 1988: Schwestern – Ein neuer Anfang (Nightingales)
- 1989: Perry Mason und der musikalische Mord (Perry Mason: The Case of the Musical Murder)
- 1989: Schattenreich des Todes (From the Dead of Night)
- 1990: Der lange Weg (The Long Walk Home)
- 1990: Der Tod des unheimlichen Hulk (The Death of the Incredible Hulk)
- 1998: My Giant – Zwei auf großem Fuß (My Giant)

### Fernsehserien
- 1959: Gnadenlose Stadt (Naked City) (zwei Episoden)
- 1975: Barney Miller (Episode: "Discovery")
- 1976–1979: Jung und Leidenschaftlich – Wie das Leben so spielt (As the World Turns) (unbekannte Anzahl an Episoden)
- 1978: Detektiv Rockford – Anruf genügt (The Rockford Files) (eine Episode)
- 1978: Eine amerikanische Familie (Family) (eine Episode)
- 1980: Hart aber herzlich (Hart to Hart, Fernsehserie, Folge Der sechste Sinn)
- 1982: Remington Steele (eine Episode)
- 1983: Das A-Team (The A-Team) (zwei Episoden)
- 1983–1988: Chefarzt Dr. Westphall (St. Elsewhere) (12 Episoden)
- 1986–1987: Golden Girls (The Golden Girls) (zwei Episoden)
- 1986–1989: Matlock (drei Episoden)
- 1988–1993: L.A. Law – Staranwälte, Tricks, Prozesse (L.A. Law) (vier Episoden)
- 1989: Wunderbare Jahre (The Wonder Years) (eine Episode)
- 1991–1995: Ein Strauß Töchter (Sisters) (20 Episoden)